# Фернандес, Леонель
Леоне́ль Ферна́ндес, исп. Leonel Fernández (полное имя — Леоне́ль Анто́нио Ферна́ндес Ре́йна, исп. Leonel Antonio Fernández Reyna, род. 26 декабря 1953, Санто-Доминго) — доминиканский политик, 50-й и 52-й президент Доминиканской Республики с 16 августа 1996 до 16 августа 2000 года и с 16 августа 2004 года до 16 августа 2012 года.
Родился в Санто-Доминго, детство и юность провёл в Нью-Йорке, США. Окончил университет в Санто-Доминго, работал преподавателем и журналистом, затем занялся политикой. Был избран президентом в 1996 году и, после четырёхлетнего перерыва, переизбран на второй срок в 2004 году. После выборов 16 мая 2008 года был переизбран на третий срок.
Женат. Супруга — Маргарита Седеньо де Фернандес. Сын — Омар Леонель Фернандес Домингес.